# Kolbudy (gemeente)
De gemeente Kolbudy (tot 2001 gmina Kolbudy Górne) is een landgemeente in het Poolse woiwodschap Pommeren, in powiat Gdański.
De gemeente bestaat uit 15 administratieve plaatsen solectwo : Babidół, Bąkowo, Bielkowo, Bielkówko, Buszkowy Górne, Czapielsk, Jankowo Gdańskie, Kolbudy, Kowale, Lisewiec, Lublewo Gdańskie, Łapino, Otomin, Ostróżki, Pręgowo
De zetel van de gemeente is in Kolbudy (vroeger Kolbudy Górne).
Op 30 juni 2004 telde de gemeente 11 379 inwoners.

## Oppervlakte gegevens
In 2002 bedroeg de totale oppervlakte van gemeente Kolbudy 82,8 km², waarvan:
- agrarisch gebied: 49%
- bossen: 34%

De gemeente beslaat 10,44% van de totale oppervlakte van de powiat.

## Demografie
Stand op 30 juni 2004:
| Omschrijving                   | Totaal | Totaal | Vrouwen | Vrouwen | Mannen | Mannen |
| ------------------------------ | ------ | ------ | ------- | ------- | ------ | ------ |
| eenheid                        | aantal | %      | aantal  | %       | aantal | %      |
| inwoners                       | 11 379 | 100    | 5779    | 50,8    | 5600   | 49,2   |
| bevolkingsdichtheid (inw./km²) | 137,4  | 137,4  | 69,8    | 69,8    | 67,6   | 67,6   |

In 2002 bedroeg het gemiddelde inkomen per inwoner 1718,94 zł.

## Zonder de statussołectwo
Krymki, Miechucińskie Chrusty, Nowiny, Żmijewo

## Aangrenzende gemeenten
Gdańsk, Pruszcz Gdański, Przywidz, Trąbki Wielkie, Żukowo